# Hipnoanálise
Hipnoanálise é  método psicanalítico em que se faz uso da hipnose para com o paciente, de modo a obter informações analíticas, livre associação e reações emocionais da infância, que de outra forma, eventualmente seriam velados pela consciência ordinária.
É uma das formas de hipnoterapia e, por extensão, de psicoterapia.
Hipnoterapeuta chama-se o profissional ou terapeuta, de ordinário médico, odontólogo ou psicólogo, que exerce a hipnoterapia.